# Flottillenführer
Flottillenführer waren eine Sonderform des Zerstörers und meist etwas größer als die zeitgenössischen Standardzerstörer.  Ihr ursprünglicher Zweck war, als Führungsschiffe für Zerstörerverbände zu dienen. Dementsprechend waren sie mit erweiterten Räumlichkeiten und Signaleinrichtungen für den Befehlshaber und seinen Stab ausgestattet.

## Allgemeines
Anfangs verwandte man vorhandene Kreuzer als Führerschiffe von Zerstörerverbänden, die aber durch die Geschwindigkeitssteigerung der Zerstörer diesen im Gefecht nicht folgen konnten.  Auch die von der Royal Navy entwickelten Scout-Kreuzer, wie die HMS Pathfinder und die folgenden Baureihen, erwiesen sich als wenig geeignet.  Die 1907 gebaute HMS Swift blieb ein Einzelschiff.
Im Ersten Weltkrieg übernahm die Royal Navy dann vier noch für Chile im Bau befindliche Großzerstörer als Faulknor-Klasse und entwickelte spezielle Flottillenführer-Klassen (Marksman, Parker u. a.).
Dieser Typ war besonders in der Royal Navy verbreitet, die bis zum Zweiten Weltkrieg zu jeder neuen Serie von Zerstörern einen Flottillenführer in Bau gab. Nach der I-Klasse wurde dieses System aber abgeschafft und es wurde jeweils ein Schiff aus der laufenden Serie adaptiert und mit zusätzlichen Einrichtungen für den Flottillenstab ausgerüstet (erweiterte Führungsmöglichkeiten, zusätzliche Unterkünfte etc.). Im Gegensatz zum Großzerstörer führten sie keine überschwere Bewaffnung, sondern meist nur ein bis zwei Geschütze mehr.
Andere Flotten wie die Kaiserlich Japanische Marine bevorzugten für den gleichen Zweck Leichte Kreuzer.

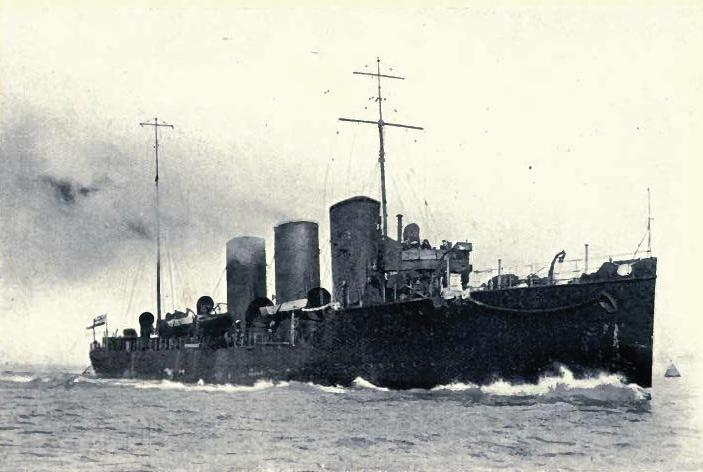
Die Swift, der erste britische Flottillenführer
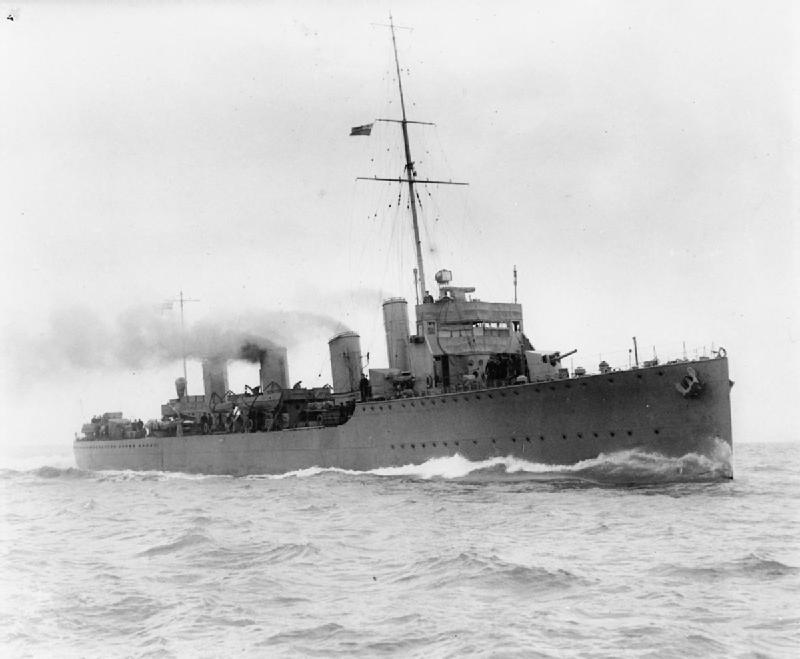
Die Botha aus der ursprünglich chilenischen Faulknor-Klasse
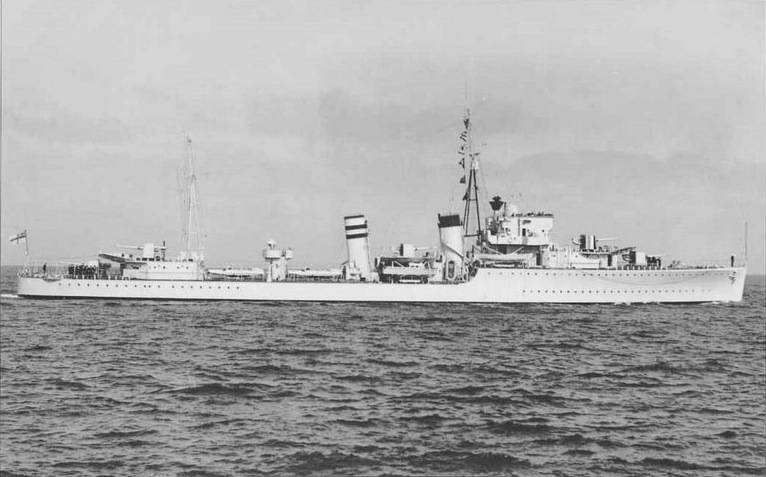
Die Hardy, der vorletzte britische Extrabau

## Britische Flottillenführer

### Einzelschiffe
- Swift (1910–1921)
- Codrington (1930–1940)
- Keith (1931–1940)
- Kempenfelt (1932–1945)
- Duncan (1933–1945)
- Exmouth (1934–1940)
- Faulknor (1935–1946)
- Grenville (1936–1940)
- Hardy (1936–1940)
- Inglefield (1937–1944)

### Klassen
- Faulknor-Klasse, 4 Einheiten (1914–1920)
- Parker-Klasse, 6 Einheiten (1916–1935)
- Scott-Klasse, 8 Einheiten (1918–1947)
- Shakespeare-Klasse, 5 Einheiten (1917–1945)